# リビング・ブックス
『リビング・ブックス』（Living Books）は、ブローダーバンド株式会社が発売したが登場するエデュテインメントのシリーズ。日本語版は、2000年に日本でリリースされた。

## ゲームリスト
- おばあちゃんとぼくと（Just Grandma and Me）（マーサー・メイヤー）
- Arthur's Teacher Trouble（日本語版は作成されていません）（マーク・ブラウン）
- うさぎとかめ（The Tortoise and the Hare）（アイソーポス）
- The New Kid on the Block（日本語版は作成されていません）（ジャック・プレルツキー）
- リトルモンスターがっこうへいく（Little Monster at School）（マーサー・メイヤー）
- Ruff's Bone（日本語版は作成されていません）（Eliot Noyes）
- Arthur's Birthday（日本語版は作成されていません）（マーク・ブラウン）
- ハリー君とおばけやしき（Harry and the Haunted House）（マーク・シュリヒティング）
- バーンスタインベアーズのきょうだいげんか（The Berenstain Bears Get in a Fight）（スタン・アンド・ジャン・ベレンステン）
- Dr. Seuss's ABC（日本語版は作成されていません）（ドクター・スース）
- シーラがいればだいじょうぶ（Sheila Rae, the Brave）（ケヴィン・ヘンクス）
- The Berenstain Bears in the Dark（日本語版は作成されていません）（スタン・アンド・ジャン・ベレンステン）
- Green Eggs and Ham（日本語版は作成されていません）（ドクター・スース）
- Stellaluna（日本語版は作成されていません）（ジャネル・キャノン）
- Arthur's Reading Race（日本語版は作成されていません）（マーク・ブラウン）
- The Cat in the Hat（日本語版は作成されていません）（ドクター・スース）
- Arthur's Computer Adventure（日本語版は作成されていません）（マーク・ブラウン）
- D.W. the Picky Eater（日本語版は作成されていません）（マーク・ブラウン）